# Противопехотна мина
 За отскачащата противопехотна мина вижте противопехотна скачаща мина.  
Противопехотна мина е вид мина, взривно устройство, което се зарежда върху или плитко под земята, за да експлодира, когато живо същество или превозно средство минат през или близо до него.
Повечето жертви на противопехотните мини са мирни граждани. Минирането на територии е по-евтин и лесен процес от тяхното разминиране.
През януари 1997 г. британската принцеса Даяна повежда борба срещу противопехотните мини, като посещава Ангола и Босна и Херцеговина.
На 1 март 1999 г. влиза в сила конвенцията от Отава, която забранява използването, складирането, производството и трансфера на противопехотни мини и предвижда тяхното унищожаване. ООН също ги забранява.
Към март 2007 г. конвенцията са ратифицирали 153 държави, докато страни като Руската федерация, САЩ, Виетнам, Северна Корея, Пакистан, Куба и Иран още не са се присъединили към нея. Въпреки че САЩ предлагат конвенцията, те така и не я ратифицират.